# Jean-Paul Deconinck
Jean-Paul Deconinck (* 1959) ist ein belgischer Generalmajor, der unter anderem zwischen 2014 und 2017 Kommandeur des Heeres der belgischen Streitkräfte war und von 2017 bis 2018 Kommandeur der UN-Truppen bei der United Nations Multidimensional Integrated Stabilization Mission in Mali (MINUSMA) war.

## Leben
Deconinck trat nach der Schulausbildung 1979 in die Streitkräfte ein und absolvierte seine Ausbildung zum Offizier der Panzertruppe. Im Anschluss studierte er an der Fakultät für Sozial- und Militärwissenschaften (SSMW) der Königlichen Militärakademie in Brüssel, wo er einen Master in Militär- und Sozialwissenschaften erwarb. Er war ferner Absolvent der École de guerre in Paris sowie des Königlichen Hochschulinstituts für Verteidigung in Brüssel. Im Anschluss wurde er von 1994 bis 1995 als Generalstabsoffizier im Stab des Belgischen Heeres eingesetzt. Ab 2002 war Deconinck als Oberstleutnant in der Personalabteilung des Verteidigungsministeriums mit der Organisation der Heeresgliederung beschäftigt. Von 2003 bis 2005 führte er als Bataillonskommandeur das 1er/3ème Régiment de Lanciers (Mechanisierte Infanterie) in Marche-en-Famenne. In der Folgezeit fand er verschiedene Verwendung im belgischen Heer wie 2008 bis 2010 als Kommandeur der 7. Mechanisierten Leichten Brigade in Marche-en-Famenne. In dieser Verwendung war Deconinck von 2008 bis 2009 Kommandeur der Truppen der EU Battlegroup (EUBG II/2009). Im Anschluss war er nacheinander Kommandant des Königlichen Hochschulinstituts für Verteidigung sowie zuletzt stellvertretender Vizechef des Generalstabes für Ausbildung und Unterstützung.
Am 30. September 2014 wurde Generalmajor Deconinck Nachfolger von Generalmajor Hubert De Vos als Kommandeur des Heeres, der Landkomponente der belgischen Streitkräfte.
Am 2. März 2017 wurde Deconinck als Nachfolger des aus Dänemark stammenden Generalmajor Michael Lollesgaard von UN-Generalsekretär António Guterres zum Kommandeur der UN-Truppen bei der United Nations Multidimensional Integrated Stabilization Mission in Mali (MINUSMA) ernannt. Sein Nachfolger als Kommandeur des belgischen Heeres wurde daraufhin Generalmajor Marc Thys, der zuvor Leiter der Abteilung Systeme der Stabsabteilung Materialressourcen war.
Deconinck ist verheiratet und Vater von drei Kindern.